# 酸化ヨウ素

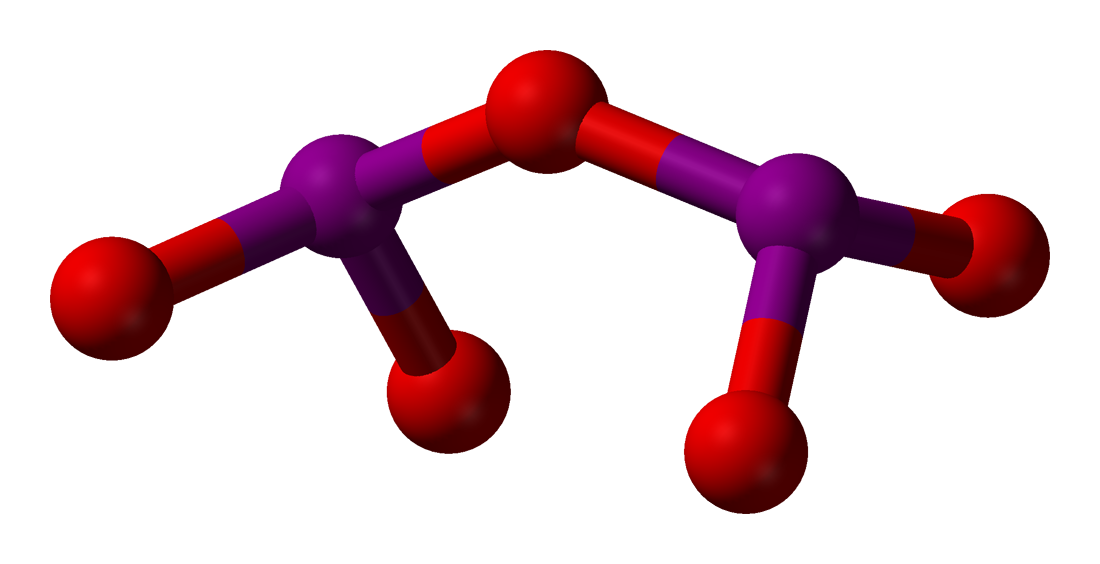
酸化ヨウ素(V)

酸化ヨウ素（さんかヨウそ、Iodine oxides）は、ヨウ素の酸化物の総称である。複数の酸化状態の化合物が知られている。すべて常温で固体である。
|              | I2O4              | I2O5                | I4O9             |
| 名称         | 酸化ヨウ素(IV)    | 酸化ヨウ素(V)       | 酸化ヨウ素(IV,V) |
| CAS登録番号  |                   | 12029-98-0          |                  |
| 形状         |                   | 白色固体            |                  |
| 酸化数       | +4                | +5                  | +4,+5            |
| 融点         | 75°C（分解）      | 300 - 350°C（分解） | > 100°C          |
| 比重         | 4.2               | 4.8                 |                  |
| 水への溶解度 | HIO3 + I2（分解） | 187g/100ml          |                  |
| 酸化ヨウ素   |                   |                     |                  |

酸化ヨウ素ラジカル(IO･)は、オゾン層破壊物質である。大気中のヨウ素を含む化合物は、紫外線により酸化ヨウ素ラジカルを発生し、それがオゾンと反応して二酸化ヨウ素(IO2)と酸素に変化する。二酸化ヨウ素は不安定なためすぐに酸化ヨウ素ラジカルと酸素原子に解離し、最初のサイクルに戻る。